# Pythagoras

De Tetractys (viervoud) verbeeldt Pythagoras' 'Getallenleer': 1 + 2 + 3 + 4 = 10

Pythagoras (Oudgrieks: Πυθαγόρας; Samos, ca. 570 v.Chr. – Metaponto, ca. 500 v.Chr.) was een van de presocratische filosofen. Rond 540 v.Chr. emigreerde hij naar het Zuid-Italiaanse Croton, waar hij politiek geëngageerd was en een religieus-filosofische broederschap oprichtte die enige invloed had op het maatschappelijk leven. Vanwege moeilijkheden met de stedelingen verhuisde hij uiteindelijk naar Metaponto, waar hij overleed. Over zijn leven bestonden veel legenden, en de authentieke religieuze en filosofische opvattingen van hem zijn onduidelijk door het werk van latere pythagoreeërs en platonisten.
Hij stond bekend als een filosofische en religieuze hervormer, maar onderzoekers leggen nu eens de nadruk op Pythagoras' wiskunde en filosofie en dan weer op zijn sjamanistische allure.

## Leven

### Geboorte en opleiding
Pythagoras, de zoon van de welgestelde koopman Mnesarchus en Pythais, werd rond 570 v.Chr. (569) geboren op het eiland Samos, dat toendertijd op het hoogtepunt was van zijn welvaart. Met zijn vader reisde hij vanaf jonge leeftijd veel en zo leerde hij al vroeg de wijde wereld kennen. Volgens de neoplatonist Jamblichus was Pythagoras' moeder Parthenis (parthenos, maagd) en was hij (net als Jezus) 'maagdelijk geboren' als de zoon van de zonnegod Apollo. Daarmee gaf hij de zienswijze weer, dat Pythagoras door de goddelijke wereld gestuurd was om de mensen te verlossen.
Volgens Porphyrius en Jamblichus ging de achttienjarige Pythagoras op Lesbos bij de filosoof Pherecydes in de leer, die het boek Natuur en Goden had geschreven. Vervolgens zou hij in Milete met de ongeveer negentigjarige natuurfilosoof Thales van gedachten hebben gewisseld. Thales had zijn opleiding in Egypte ontvangen en was de eerste Griek die zich met 'wetenschappelijke astronomie' bezig hield. Hij kon berekenen wanneer er een zonsverduistering zou optreden.
Pythagoras zou ook de natuurwetenschapper en filosoof Anaximander hebben bezocht.
Volgens Jamblichus leerde Pythagoras daarna de getallenleer van de Phoeniciërs, de geometrie en astronomie van de Egyptenaren en Chaldeeërs en muziek- en andere wetenschappen van de Perzische Magie (magiërs).
Volgens Jamblichus heeft Pythagoras gezegd, dat de mens op de wereld is gekomen 'om te worden getuchtigd'. Doordat de mens zijn 'ware identiteit' en de 'harmonie met de spirituele wereld' heeft verloren, is zijn leven onvolmaakt en vergankelijk. Pythagoras zocht kennis in 'mysteriescholen' op verschillende plekken om daaruit een leer samen te stellen, die hij aan zijn medemensen kon onderwijzen. Diogenes Laërtius schrijft, dat Pythagoras 'zich liet inwijden in alle Griekse en niet-Griekse mysteriën en ook naar Egypte kwam (..) Ook was hij bij de Chaldeeërs en magiërs.' Volgens Jamblichus studeerde hij astronomie en geometrie in Egypte en werd hij er 'grondig en systematisch ingewijd in alle goddelijke mysteriën'.
Toen hij 22 jaar was werd Pythagoras priester in Sidon in Phoenicië. De Egyptische priesterscholen waren de achtergrond van de Phoenicische inwijdingen en daarom ging hij naar Egypte. In Heliopolis en Memphis werd hij niet toegelaten en hij reisde naar Thebe. Aan de 'priesteruniversiteiten' stonden de wetenschappen in de eerste plaats in dienst van de bewustzijnsontwikkeling van mens en mensheid.
Na zijn verblijf in Egypte is Pythagoras waarschijnlijk naar Babylonië gegaan. Volgens Jamblichus verbleef Pythagoras 22 jaar in Egypte en werd hij door de Perzische koning Cambyses in 525 naar Babylon overgebracht, waar hij nog twaalf jaar verbleef. Maar dit is niet te rijmen met het feit dat Pythagoras al in 532 naar Beneden-Italië kwam. Mogelijk zijn de getallen '22' en '12' symbolisch voor respectievelijk 'alle aspecten van een leer' en een 'volkomen tijdsperiode'.
Op Kreta zou hij de mysteriën van Zeus hebben bijgewoond, in Delphi de vieringen van Dionysus en Apollo, in Thracië de Orfische mysteriën en op Samothrace de Kabirencultus.
Pythagoras zou de meeste van zijn ethische leerstellingen hebben geleerd van de priesteres Themistoclea uit Delphi.  Als bron voor deze bewering noemt de biograaf Diogenes Laërtius in zijn boek Leven en leer van beroemde filosofen de filosoof Aristoxenus (4e eeuw v.Chr.). 

### Croton
Na zijn reizen keerde hij terug naar Samos. Zijn eerste poging om geschikte leerlingen te vinden mislukte: zijn eisen waren te hoog of de bewoners van Samos te gemakzuchtig. Zijn lessen stonden hen, volgens Jamblichus, zo weinig aan en schrikten hen zo af dat hij maar één leerling in de wiskunde overhield.
Pythagoras vluchtte rond 530 v.Chr. (532, het jaar van 'de 62e Olympiade') weg voor het bewind van de tiran Polycrates (535–522 v.Chr.). Hij reisde, nadat hij naar het Zuid-Italiaanse Sybaris was geëmigreerd en daar geen voet aan de grond kreeg, naar de buurstad Croton, waar hij met zijn kennis en welsprekendheid wel indruk maakte op het stadsbestuur.
De Crotoniaten leefden onder minder gunstige uiterlijke omstandigheden dan de inwoners van Sybaris. Zeven van hun atleten hadden overwinningen behaald op de Olympische Spelen en de stad roem gebracht. In 530 v.Chr. hadden de Crotoniaten een oorlog met het zuidelijker gelegen Locri verloren. Volgens de Romeinse historicus Justinus zouden ze door de teleurstelling hun leven voor 'zwelgerijen' hebben ingeruild, als Pythagoras er niet op dat moment was geweest. Pythagoras werd verzocht om redevoeringen te houden, waarbij Pythagoras zich volgens Jamblichus, speciaal richtte tot groepen jongemannen (15-30 jaar), in de senaat vertegenwoordigde politieke leiders, jongens en vrouwen. De toespraken en gesprekken werden door Jamblichus in vier redevoeringen samengevat.
De uitwerking van de redevoeringen in Croton moet enorm zijn geweest. De senaat liet ter bevordering van de eendracht een 'heiligdom voor de Muzen' oprichten, zoals Pythagoras hen had geadviseerd, stelde ruimten beschikbaar waar hij kon onderwijzen en voerde, naar Pythagoras' ideeën, een nieuwe grondwet in. Vrouwen lieten, na de aansporing van Pythagoras om van 'pronkzucht' af te zien, hun prachtige gewaden achter in het 'heiligdom van Hera'.
In Croton trouwde Pythagoras met Theano, met wie hij enige kinderen kreeg. Theano was de dochter van de arts Diomedes.

### School van Pythagoras
In Croton richtte hij rond 530 v.Chr. met succes een broederschap of sekte op rond religieuze, mystieke en filosofische doctrines. Hieruit leiden onderzoekers af dat Pythagoras charismatisch was. Vrouwen waren er ook toegelaten, een primeur. Jamblichus spreekt over 300 aanhangers, met wie Pythagoras twintig jaar lang intensief en ongestoord heeft gewerkt.
Pythagoras moet in Croton een eigen huis hebben gehad, waar hij zijn leerlingen onderwees. Er was een gezamenlijke kas voor uitgaven voor gemeenschappelijke ondernemingen, vermoedelijk alleen voor de financiering van de school zelf. Nieuwe leerlingen behielden hun eigen vermogen en droegen die niet aan de gemeenschap over. Commissies regelden facetten van het samenleven als nieuwbouw, huis en keuken, bibliotheek, sport en meer.

#### Doel
Het doel van de school van Pythagoras was 'de geest van de mens te bevrijden van de vele ketenen en banden die hem van jongs af vasthielden. Zonder deze bevrijding kan gewoon niemand iets gezonds of waars leren en waarnemen'. Want de geest 'ziet alles en hoort alles, maar al het andere is blind en doof' (Jamblichus). De school was een 'mysterieschool', waar de verborgen spirituele identiteit ontwikkeld kon worden. 'Daar zij [de leer] in het begin uit godenhand werd ontvangen, laat zij zich slechts met hulp van de goden benaderen (..) alleen als een god genadiglijk de richtlijn geeft, kan men zich, stap voor stap naderend, langzaam iets ervan eigen maken' (Jamblichus). De gebruiken en regels waren opgesteld om het doel te bevorderen, ongunstige invloeden werden geweerd. De organisatie was verdeeld voor de fasen ter voorbereiding en de zelfstandige praktijk van het spirituele leven.

#### Twee fasen, akoesmata en mathemata
Een aspirant werd eerst beproefd op de geldigheid van de wens (uit geldingsdrang, nieuwsgierigheid, eerzucht of echte behoefte), op de kracht van de behoefte aan een spirituele ontwikkeling en op de aanwezigheid van geschikte karaktereigenschappen (waarheidsliefde, eerlijkheid, luister- en leervaardigheid, ijver, vermogen om samen te werken en zich, zo nodig, ondergeschikt te maken). De verhouding tot ouders, leeftijdgenoten, omgaan met moeilijkheden en interesses werden onderzocht.
Als de aspirant dit onderzoek doorstond, werd hij een novice, die opgenomen werd in het voorbereidende stadium, dat, volgens overgeleverde bronnen, vijf jaar duurde. Later werd deze fase door gevorderde leerlingen begeleid. Pythagoras zelf onderwees alleen de leerlingen van de tweede fase. In de eerste fase werd er 'gezwegen', wat niet wil zeggen dat er geen woord gesproken mocht worden. Ontvankelijkheid, openhartigheid, aan zichzelf werken en inkeer vielen allemaal onder 'zwijgen'. De leerling kreeg onderricht over de wetten van de goddelijke wereld en over de weg naar bewuste ervaring van die wereld.
Pythagoras gaf de leerlingen hulpmiddelen mee, in de vorm van korte spreuken: goed te onthouden formules en gelijkenissen, zogenaamde akoesmata (dat wat gehoord moet worden). Er zijn theoretische en praktische akoesmata. Voorbeelden van theoretische akoesmata zijn: 'Op het getal lijkt alles', 'Wat zijn de eilanden van de gelukzaligen? De zon en maan', 'Wat is het machtigste? Inzicht', 'Wat is het rechtvaardigste? Offeren', 'Wat is het mooiste? Harmonie'. Voorbeelden van praktische akoesmata zijn: 'De rechterschoen eerst aantrekken', 'Niet in het heiligdom baren', 'Niet over wegen vol mensen lopen', 'Geen zwaluwen in huis laten nestelen', 'Een brood niet breken', 'De afdruk van de schaal in de as uitwissen', 'Niet met een mes het vuur opporren', 'Het dorst opwekkende water mijden', 'Standhouden tegen de vijanden, hun niet de rug, maar de borst toekeren'. De leerling moest de raadselachtige akoesmata onthouden, er over nadenken, er met anderen over spreken tot de betekenis werd begrepen en er vervolgens naar leven.
Het onderscheid tussen de eerste en tweede fase werd gesymboliseerd door het 'voorhangsel', dat de ruimten voor beginners en gevorderden scheidde. Buiten de onderwijspraktijk, waarbij alleen de leerlingen van de tweede fase persoonlijk onderricht van hem ontvingen, ging Pythagoras evenwel met alle leerlingen hartelijk om.
Voor de tweede fase, de binnenste cirkel of eigenlijke mysterieschool, gold geen bepaalde tijdsduur. Voor hen waren er de mathemata, dat wat moet worden geleerd. Pythagorisch leren is 'zich-opnieuw-herinneren'. De eigen sluimerende, spirituele inzichten komen boven door geleidelijke bewustwording. Er waren vier mathemata: rekenkunde (getallenleer), geometrie, astronomie en muziek (harmonieleer).
- Als Aristoteles de getallenleer van Pythagoras beschrijft, vertelt hij over de tien getallen of principes met de volgende tegenstellingen: grens - het onbegrensde; oneven - even; het ene - de veelheid; rechts - links; mannelijk - vrouwelijk; rust - beweging; recht - krom; licht - donker; goed - kwaad; vierkant - rechthoek. Getallen worden gezien als werkende principes, die eigenschappen verlenen aan alles in de wereld, en dus ook aan de mens. De principes hebben steeds een negatieve en positieve, actieve en passieve zijde. De getalsymbolen verzinnebeelden de echte getallen, de wereldprincipes. Wiskunde (mathematica) kent tegenwoordig niet meer dat verband met wereldprincipes.
- De principes van de geometrie zijn cirkels, rechthoeken, vierkanten en driehoeken. De geometrie houdt zich bezig met het bepalen van de (on)gelijkheid en (on)gelijksoortigheid van deze principes: de verhoudingen. De ene configuratie kan in de andere veranderen terwijl de oppervlakte gelijk blijft. Geometrie was, volgens Socrates, geschikt om de mens te vormen: zijn ziel tot de waarheid te trekken en tot filosofisch denken aan te sporen.
- In de astronomie werd de cirkelbeweging van de planeten om de zon gezien als voorbeeld voor de leerling, die zelfstandig (middels eigen beweging) georiënteerd was op het centrum van geestelijke rust (het onbeweeglijke). Pythagoreeërs zagen de planeten als spirituele wezens, goden, met elk een eigen (planeet)sfeer, die ook in wisselwerking stond met de menselijke ziel. Volgens Pythagoras kon de omlooptijd van een planeet weergegeven worden door een geheel getal en een eigen toon. Zo vormde het planeetstelsel een toonladder, ofwel de 'harmonie der sferen'. Pythagoras zou in staat geweest zijn deze te 'horen'.
- De onderlinge verhouding van tonen in de muziek worden bepaald door 'het getal'. De 'kwint' verhoudt zich tot de 'grondtoon' als 3 : 2, etc. Pythagoras gebruikte een 'monochord', een plank met een snaar tussen twee staven, verdeeld in twaalf eenheden, om zijn ideeën over toonverhoudingen te demonstreren. De juiste verhoudingen tussen de trillingen worden als 'harmonisch' ervaren en zo was muziek een hulpmiddel om de aandacht van de leerling te wekken voor de wereld van de geest. Blaasinstrumenten wees Pythagoras af, wegens hun 'ontremmende werking', alsmede muziek die roestoestanden of niet te beheersen opwinding veroorzaakte. Pythagoras koos uitsluitend voor weldadige, rustgevende en opmonterende muziek van de lier. Er werd ook gedanst.

Geneeskunde werd als een wetenschap, voortkomend uit de mathemata, beoefend in de school van Pythagoras.
Spirituele ontwikkeling was volgens de wetten van de geestelijke wereld alleen mogelijk door zich voor anderen in te zetten. Als ontgoochelde leerlingen uit traden richtten de achterblijvers een 'grafheuvel' voor hem op.

#### Dagelijkse praktijk
Jamblichus beschrijft het verloop van een dag voor een leerling: 's Morgens wandelde de leerling alleen, bij voorkeur naar eenzame en waardig stille plaatsen als heiligdommen of heilige bossen. De rust hielp het ordenen van het denken. Pas als men zelf zo in harmonie was gekomen, mocht men anderen ontmoeten. In tempels of soortgelijke plaatsen ontmoetten de leerlingen elkaar na hun eerste wandeling. Er werd onderwezen en na het leergesprek werden lichaamsoefeningen gedaan om de krachten van het lichaam goed te ontwikkelen. De lunch bestond uit brood met honing of een honingraat. Wijn werd overdag niet gedronken. Na de maaltijd werd de tijd aan 'openbare zaken' besteed. In de late namiddag werd weer gewandeld, maar nu in groepjes van twee of drie, waarbij gesproken werd over wat er was geleerd en de leerlingen zich oefenden in edele studies. Daarna werd een bad genomen en kwamen ze samen voor de gemeenschappelijke maaltijd. Er aten dan niet meer dan tien mensen samen. Men offerde wijn, reukwerk en wierook vooraf en een 'plengoffer' achteraf. Na het diner las de jongste lectuur voor, die de oudste had uitgekozen. Zo verliep de dag dus zeer rustig en overzichtelijk, zonder massabijeenkomsten, in een evenwichtige verhouding tussen eigen bezinning en gesprek, lichaams- en ziele oefening en aandacht voor spirituele en materiële zaken.

#### Mysteriecultus en ritueel
Er werden in de school van Pythagoras rituelen toegepast en er bestond een 'mysteriecultus'. Door het ritueel werden de leerlingen opnieuw met de geesteswereld verbonden (re-ligio, weer-verbinding) en stroomden hen krachten toe, waarmee ze hun eigen spirituele weg konden gaan. Een mysteriecultus is de symbolische voorstelling van de innerlijke processen, die de mens ervaart tijdens de 'mysterieweg' naar de eigen ware identiteit. De mythen van Osiris en Dionysus zijn voorbeelden van deze innerlijke processen. De Dionysusfeesten werden destijds in Griekenland elke drie jaar herhaald. De mythen beginnen met verdriet om en heimwee naar de verloren spirituele staat, waarop de zoektocht volgt en eindigt, na een strijd met de 'veelheid van zintuiglijke verschijnselen en waarnemingen', die het eigenlijke zelf in stukken hakte, met het herkrijgen van de spirituele vrijheid, de opstanding. De aanschouwelijke cultus en de rituelen ondersteunden de dagelijkse levenspraktijk van de pythagoreeërs.
De riten stamden af van Orfische of Dionysische riten, die teruggingen tot Egyptische bronnen. Volgens Jamblichus volgde Pythagoras vooral Orpheus na. Van diens louteringsriten en 'mysteriën' zou Pythagoras de nauwkeurigste kennis hebben gehad. Maar hij bracht voor zijn filosofie en cultus ook veel van Egyptische priesters, de Chaldeeërs, magiërs en mysteriën van Eleusis, Imbros, Samothrace en Lemnos samen.

#### Gouden verzen
In De gouden verzen (Carmina Aurea), toegeschreven aan Pythagoras, is de hele levenspraktijk van de pythagoreeërs vastgelegd. De vorm die wij kennen is pas eeuwen na Pythagoras opgeschreven. Misschien werden ze door zijn leerlingen mondeling doorgegeven, als plan van de mysterieweg. Het zijn 71 'spreuken', oorspronkelijk in Griekse hexameters. Tussen verzen 1 - 46 en 48b -71 staat de zogenaamde 'eed van Pythagoras': 'Neen, bij haar die onze ziel de vierheid (tetractys) gegeven heeft, bron van de eeuwige natuur!'

#### Tegenstand
Pythagoras wilde dat zijn school invloed had op de omgeving, op de politiek. Politici moesten een sociale structuur bevorderen, die de bestemming van de mens voor ogen had. Volgens Pythagoras was het niet hun taak om bezit, prestige en macht te bewaren of uit te breiden. Een aristocratische staatsinrichting, de heerschappij van de 'besten', leek hem het meest geschikt om dit algemene belang te dienen. Democratieën waren in andere Griekse staten op tirannie uitgelopen en onder de toenmalige voorwaarden was wel het meerderheidsbelang, maar niet het algemeen belang, gediend.
Uit de school van Pythagoras kwamen, volgens Jamblichus, belangrijke staatslieden voort. Pythagoras stond in hoog aanzien in de stad en in moeilijke kwesties werd er om zíjn raad gevraagd.
Een moeilijke kwestie deed zich bijvoorbeeld voor toen er oorlog uitbrak tussen Croton en Sybaris. De volksleider Telys liet vijfhonderd rijkste burgers verbannen en hun vermogen in beslag nemen. Die bannelingen vroegen asiel in Croton. Daarop vroeg Telys om uitlevering van de asielzoekers en dreigde met oorlog. Pythagoras gaf het advies de bannelingen niet uit te leveren, maar te beschermen. Een gezantschap van dertig mannen, die het antwoord moest overbrengen en onderhandelingen voeren, werd in Sybaris vermoord. In de oorlog die volgde behaalde Croton de overwinning en Sybaris werd met de grond gelijk gemaakt. Naar ieders verdiensten werd het veroverde land verdeeld. Het volk wilde liever een verloting en de democratische partij in Croton kwam in opstand.
De pythagoreïsche macht in Croton leidde tot de vijandigheden van 510 v.Chr. De 'onrechtvaardige' verdeling van land was de aanleiding. Er was al eerder weerstand tegen de pythagoreeërs ontstaan. Er werd hen een 'elitaire houding' verweten. Pythagoreeërs trokken zich terug in eigen kring en gaven enkel elkaar en ouders de hand. Verwanten deelden niet in de goederen, die pythagoreeërs in gemeenschap hielden. Een zekere Cylon was afgewezen voor opname in de gemeenschap, omdat hij de toets niet doorstond. Hij zaaide daarna haat. Na veel discussie werd uiteindelijk in de senaat goedgekeurd dat er een democratisch bestuur zou komen, maar het voorstel moest nog worden voorgelegd aan de volksvertegenwoordiging. Daar trad de fanatische Cylon op en een redenaar namens Ninon, die een met leugens doorspekte haatrede tegen de pythagoreeërs uitsprak. Een paar dagen later kwam een woedende menigte naar het huis waar pythagoreeërs een offer aan de muzen brachten. Ze wisten tijdig naar een herberg en naar naburige steden te vluchten. Er kwam een democratisch bestel en er volgden besluiten die het leven voor de pythagoreeërs in Croton onmogelijk maakten.

### Overlijden
Pythagoras verhuisde kort voor deze gebeurtenissen naar Metapontum. Daar overleed hij rond 500 v.Chr. Volgens Porphyrius reisde Pythagoras eerst naar Caulonia en daarna naar Locri en Tarente. Volgens Varro leefde Pythagoras zestien jaar in Tarente en begaf zich pas toen naar Metapontum en stierf er, misschien in 474 v.Chr., op hoge leeftijd. Volgens Diogenes Laërtius werd Pythagoras' huis in Metapontum een tempel van Demeter en de straat een museum.
Hernieuwde vijandigheden in de regio tegen de pythagoreïsche gemeenschappen rond 450 v.Chr. betekenden het einde van de broederschap. In hoeverre Pythagoras' broederschap respectievelijk religieus, filosofisch of politiek van aard was, is niet duidelijk.
Pythagoras werd een legendarisch en sjamanistisch figuur die werd omgeven door wonderbaarlijke verhalen. Dit beeld bestond al in de vroege 4e eeuw v.Chr. Enkele voorbeelden zijn het hebben van een 'gouden dij', het vermogen om op twee plaatsen tegelijk te verschijnen (bilocatie), een reis naar de onderwereld, en het kunnen communiceren met dieren. Ook zou hij door zijn vele reizen kennis hebben gekregen over Hebreeuwse droomduiding, Chaldeïsche astrologie, Egyptische hiëroglyfen, en reinheidsregels voor een zuiver leven van de Perzische profeet Zarathustra.

## Leer
Over de inhoud van Pythagoras' denken is weinig met zekerheid bekend, omdat hij zelf niets op schrift zou hebben gesteld. Alleen van latere pythagoreeërs zoals Philolaus en Hippasus (5e eeuw v.Chr.) is fragmentarisch tekstmateriaal overgeleverd, maar zij hadden oorspronkelijke denkbeelden doorontwikkeld. De eerste duidelijke bronnen voor het vroege pythagorisme zijn de interpretaties van Plato en Aristoteles, terwijl vanaf de laat-hellenistische periode de tendens ontstaat om in hun filosofieën (onterecht) de invloed van Pythagoras te zien. Dit heet neopythagorisme. Vanaf die tijd ontstonden veel pseudepigrafische teksten van Pythagoras. Door zijn groeiende reputatie schreef men in de loop der tijd verschillende ideeën aan Pythagoras toe, zoals de stelling van Pythagoras en de Beker der rechtvaardigheid. Om die redenen is het vaak onduidelijk of iets van Pythagoras is, of van zijn vroege volgelingen, of dat iets een herinterpretatie of verzinsel is van nog latere tijd.
Samos grensde aan het Ionische vasteland, waar presocraten als Anaximander en Xenophanes actief waren. Zij waren tijdgenoten van Pythagoras, en van Anaximander wordt gezegd dat hij Pythagoras zou hebben onderwezen in astronomie en geometrie. Volgens andere bronnen was Pherecydes van Syros zijn leermeester. De waarheid ervan wordt betwijfeld, mede omdat het vroege pythagorisme bijna geen overeenkomsten vertoont met hun leerstellingen. Bronnen in de 5e en 4e eeuw benadrukken Pythagoras' religieuze overtuigingen, uiten zich daar ironisch over, en noemen hem soms een charlatan. Dit beeld verandert drastisch met Plato (427 v.Chr. – 347 v.Chr.), die de nadruk legt op Pythagoras' onderwijs in wiskundige filosofie.

### Religie
Pythagoras' ascetische sekte werd bijeengehouden door cultuspraktijken en geloofsovertuigingen, die zich richtten op het nastreven van lichamelijke en geestelijke reinheid. Deze waren alleen voor ingewijden, werden besproken in hun vergaderzaal (homakoeion) en mochten van Pythagoras niet met buitenstaanders worden gedeeld. De belangrijkste notie was de onsterfelijkheid van de ziel en de zielsverhuizing (metempsychosis) oftewel reïncarnatie, mogelijk beïnvloed door de orfische mysteriecultus en Pherecydes van Syros. Men kon bijvoorbeeld herboren worden als dier. Daarom waren de eerste pythagoreeërs waarschijnlijk in zoverre vegetariërs, dat ze enkel offerdieren mochten eten. Ze mochten volgens Herodotus niet worden begraven in wollen kleding, wat wellicht samenhangt met hun respect voor dieren. Er bestonden allerlei verboden, zoals het eten van fava bonen, zoals tuinbonen en het oprapen van op de grond gevallen kruimels. Geboden waren bijvoorbeeld het zorgen voor nageslacht en het trouw blijven aan zijn vrouw.

### Filosofie
Pythagoras' ideeën over de taken en talenten van verschillende bevolkingsgroepen worden uiteengezet in de redevoeringen, die hij in Croton hield, om vertrouwen te winnen en een eigen School te kunnen beginnen. Ze werden door Jamblichus in vier redes samengevat: voor jongemannen, senatoren, jongens en vrouwen.

#### Voor vrouwen
Pythagoras kent de vrouwen 'vroomheid' toe. Zij is meer dan de man door ervaring gevormd, met meer begrip, ruimhartigheid en verantwoordelijkheidsgevoel. Ze ontvangt makkelijker spirituele invloeden. Ze twijfelt minder snel, omdat ze meer op haar hart vertrouwt. Ze maakt haar verstand eerder dan de man ondergeschikt aan haar hart. Door zijn 'scepsis' sluit de man zich eerder voor de stem van zijn hart. De vrouwen hebben, volgens Plato, vooral het 'offeren' als taak. Offergaven zijn ook overgave, dankbaarheid en eerbied voor de wereld van de geest. Dieren moeten niet worden geofferd. Krachten uit de spirituele wereld stromen als reactie op de offergaven tot degene die offert. Zo geven de vrouwen die spirituele krachten door. Mannen nemen de geestelijke orde waar en laten die tot zijn recht komen en zo vullen de mannen en vrouwen elkaar aan, ze werken in gelijkheid samen. Pythagoras raadt de vrouwen aan weinig en goede woorden te spreken. Zo kunnen ze beter de spirituele krachten doorgeven. Babbelen en roddelen verstoort de krachtenstroom uit de geesteswereld. Spil- en pronkzucht wordt afgeraden. Overspel verstoort haar verbinding met de 'harmonie der sferen'.

#### Voor kinderen
Kinderen zijn, volgens Pythagoras, bijzonder geliefd bij de goden en volkomen rein. Hun opdracht is onbevangenheid en reinheid te bewaren en tot de volwassenheid in stand te houden. Een welopgevoede jongen zal het licht vallen zijn leven lang een edel mens te blijven. Spelend en lerend moet de jongen zijn ware identiteit kunnen ontplooien. Hij moet zo lang mogelijk beschermd worden tegen invloeden, die zijn onbevangenheid, natuurlijke waarheidsliefde en goedheid kunnen verstoren. Door de eigen innerlijke aanleg heeft elke jongen zijn eigen interessegebied. Door die belangstelling aan te sporen, zal ook ontzag voor de kosmos en de geestelijke wereld zich ontwikkelen. Ze dienen zich in luisteren te oefenen en het in zich opnemen van waarheid en schoonheid, zodat ze later waarheid en schoonheid kunnen teruggeven. Respect voor leeftijdgenoten wordt aangeleerd door met ze te spelen. Schelden is uit den boze, beter geen verweer tegen degenen die beledigen. Door ergeren en kwetsen wordt men zelf en de atmosfeer vergiftigd. Door betrouwbare ouderen, die zelf in reinheid en waarheid geloven, kunnen de jongens zich laten leiden.

#### Voor jongemannen
Nog belangrijker voor jongemannen dan de juiste opleiding, het juiste beroep en juiste levenspartner is het vinden van een 'aanvaardbaar levensdoel' en 'solide levenshouding'. De eigen, werkelijke identiteit komt voort uit de band met de orde van de kosmos en spirituele wereld. De mens is geworteld in iets wat er eerder was, meer omvattend en hoger is dan de mens. Eerbied en respect voor zichzelf komt voort uit eerbied en respect voor de 'wereldschoot van de kosmos', waar hij als lichamelijk wezen uit is voortgekomen en de 'spirituele orde', waar hij als geestelijk wezen uit is geboren. Ouders dienen dan ook te worden geacht. Pythagoras ziet de 'weg naar bewustwording' als hun 'primaire levensopdracht'. Zo leert de jongeman de grotere samenhang te zien. Daaruit ontstaat 'eerlijkheid naar zichzelf', 'waarheidsliefde' en respect voor wat nog niet begrepen is. Hij kan dan onderscheid maken en datgene, wat vals, onwaar en illusie is afwijzen. Zo wordt echte rust en zelfstandigheid ontwikkeld. Door 'geestesvorming' kiest en verwerkelijkt de jongere de uitdrukkingsvorm in het leven die bij zijn aanleg past. Hij raadt hen bedachtzaamheid aan in plaats van onbezonnenheid (laten leiden door plotselinge impulsen of cliché's en conventies).

#### Voor politici
De senatoren raadt hij aan een hof voor de Muzen (hun leider Apollo staat symbool voor de spirituele orde) te bouwen, om de eendracht en harmonie te bevorderen in de staat. De staat ziet hij, net als de individuele mens, als een instrument voor een hogere spirituele werkelijkheid. De gemeenschap heeft ook een 'lot' en een ware identiteit, ontleend aan deze spirituele orde. Het leven in de staat dient in harmonie te zijn met de kosmische orde en spirituele wereld. De staat brengt in haar eigen cultuur en gesteldheid haar ware identiteit tot uitdrukking. De leider van de gemeenschap dient de functie van de staat voor de spirituele orde in te zien. Dat inzicht dient natuurlijk in praktijk te worden gebracht, zodat de spirituele identiteit van de staat ruimte krijgt om zich te ontplooien. De volwassen leider moet gekenmerkt worden door rechtvaardigheid en zelfstandigheid (met eigen ogen zien en vooruitzien). Het privéleven, de kleine familiekring van de leider, is voorbeeld, spiegelbeeld en voorwaarde voor de grote kring van de staat. Iedere burger kan, met een goede leiding, naar vermogen bijdragen aan de verwerkelijking van de ware identiteit van de gemeenschap. Door eigenbelang op de voorgrond te plaatsen, wordt de harmonie van de kosmos en de innerlijke eenheid van de staat verstoord.

#### Wiskunde
Vanaf Plato (De staat, VII, 530d; Philebus, 16c) verschijnen meer vermeldingen van Pythagoras als leermeester op het gebied van wiskundige vakgebieden, zoals rekenen, harmonieleer, geometrie en astronomie. Volgens hem was een fundamentele leerstelling de aanname dat alles is opgedeeld in een en veel, het begrensde en het onbegrensde. Aan alle zaken lagen getallen ten grondslag, zelfs de oersubstantie van de kosmos kon door getallen worden verklaard, middels de Tetractys ('viervoud' vormt decade, tiental: 1 + 2 + 3 + 4 = 10). Het Ene (monade) vormt twee polen (dyade): (verwekkende vader) 'geest' en (ontvangende moeder) 'energiematerie'. Daaruit ontwikkelt zich de derde toestand van de wereld (triade): de Ziel. In de vierde fase (tetrade) komt ten slotte de wereld waarin we ons bevinden tot uitdrukking.

#### Muziek
Aan Pythagoras werd ook de ontdekking van de muziekintervallen toegeschreven: een snaar met een bepaalde lengte geeft een bepaalde toon, die mooi samenklonk met een andere snaar van de halve lengte, dat duidde op de wiskundige ordening van het heelal. Door de beweging van de planeten zouden tonen ontstaan, die als de muziek der sferen werden omschreven, maar niet meer gehoord wordt, omdat de mens er vanaf zijn geboorte aan is gewend. Onduidelijk is in hoeverre dit alles daadwerkelijk van Pythagoras afkomstig is. Dat hij veel aan onderzoek deed wordt in ieder geval door Heraclitus (500 v.Chr.) bevestigd. Deze viel hem aan op zijn veelweterij (polymathiê).

## Invloed
De pythagoreïsche stroming verbreidde zich over de steden in de regio en won aan maatschappelijke en politieke invloed gedurende twee à drie generaties. In deze periode werd Croton de machtigste stad in de regio, waarin Pythagoras mogelijk een aandeel had.
Pythagoras had een broederschap opgericht, dat zich met succes verspreidde over Magna Graecia en waarvan in de loop der tijd leden tot in het stadsbestuur kwamen. Na de verdrijving van 510, riepen de Crotoniaten de verbannen pythagoreeërs terug. Ook na Pythagoras' overlijden hadden de pythagoreeërs grote invloed in Croton en de er mee verbonden steden. In Griekenland kwamen er steeds meer democratische staatsvormen en dat bracht ook in Magna Graecia onrust en oproer. Rond 450 vond een volledige staatsgreep plaats. Bij de vijandigheden werden de vergaderzalen van de pythagoreeërs verbrand en hun leiders gedood, zodat overlevenden verspreid raakten. Volgens Jamblichus vonden in Croton bijna alle pythagoreeërs de dood, toen ze in Milons huis tezamen waren gekomen en het huis door tegenstanders in brand werd gestoken. Alleen Archippus en Lysis zouden hebben weten te ontsnappen. Lysis werd in Thebe de leraar van Epaminondas. Het gevolg van hun tweede verdrijving was een verbreiding van pythagoreïsche filosofie door heel Griekenland, die zich gestaag verder ontwikkelde. Pythagoreeërs verlieten Italië, op Tarente na. In Plato's tijd verschijnen opnieuw pythagoreïsche leiders in onder andere Tarentum.
Er ontstond al in de tweede generatie pythagoreeërs onenigheid tussen 'akoesmatici' (horenden van de eerste fase) en 'mathematici' (lerenden van de tweede fase in Pythagoras' school). Laatstgenoemden veroorloofden zich vrijheid van denken, terwijl de eerstgenoemden vast geloofden in de akoesmata (spreuken) en de autoriteit van de meester. Ook ontstond er onenigheid toen mathematicus Hippasus in 510 als spreker in de senaat optrad en die zich uitsprak voor het volk en tegen de aristocraten. Dat was voor de pythagoreeërs verraad. Bij een democratie werden groepsbelangen boven het spirituele welzijn van de gemeenschap geplaatst. Daarom wezen pythagoreeërs de democratie af en geloofden ze in een aristocratisch staatsbestel. Hippasus hield zich niet aan de geheimhoudingspraktijk van de pythagoreeërs en bracht 'geheimen' in de openbaarheid. Hij stichtte een eigen mathematische school.
Volgens Jamblichus waren er groepen pythagoreeërs in Cyrene in Noord-Afrika, in Phlius en in Tarente.
Het vroege pythagorisme, en vermoedelijk dus Pythagoras zelf, oefende invloed uit op diverse presocraten, zoals de artsen Alcmaeon en Empedocles. Vooral Empedocles combineerde net als Pythagoras religieuze noties zoals vegetarisme en reïncarnatie met natuurfilosofie. Na het uiteenvallen van het pythagoreïsche broederschap verschijnen in de bronnen enkele vluchtelingen, zoals Philolaus in Thebe. Deze presocraat was een pythagoreeër die vroegere noties doorontwikkelde en een bron van pythagoreïsche kennis vormde voor Plato en Aristoteles. Vooral Plato zou in zijn denken zijn geïnspireerd door het pythagorisme. In de dialoog Phaidoon, die zich afspeelt in 399, komen de pythagoreeërs Simmias en Kebes voor, die in Thebe naar Philolaus hadden geluisterd. Met name van Archytas van Tarente ontving Plato informatie over Pythagoras' leer.
In 209 v.Chr. kwam Cato de Oudere naar de pythagoreeër Nearchus in Tarente en werd een volgeling.
In de 2e eeuw v.Chr. ontstaat een hernieuwde interesse voor het pythagorisme, dat nu wordt gecombineerd met platonische en aristotelische filosofie. Nigidius Figulus, een vriend van Cicero, vestigde in 70 v.Chr. in Rome een nieuwe pythagorische broederschap. Dit neopythagorisme maakte van Pythagoras de bron van die filosofieën en werkte door op het middenplatonisme en neoplatonisme. In het jaar 50 richtte keizer Claudius bij Rome een ondergrondse neopythagorese basiliek op, die in 1917 werd uitgegraven. Volgens Diogenes Laërtius waren er, omstreeks 170 v.Chr., nog verschillende boeken van Pythagoras in de bibliotheek van Alexandrië: de Heilige Rede, Over het Wereldal, Over de Ziel en Over de Vroomheid. De reputatie van Pythagoras vergrootte zich, en er verschenen diverse geschriften onder zijn naam, zoals de Memoires van Pythagoras. De gouden verzen werden verschillende malen tussen 800 en 1050 in het Arabisch vertaald en in 1494, tijdens de renaissance, door Aldus Mauritius in Venetië gepubliceerd.

## Websites
- De wiskunde volgens Pythagoras
- De stelling van Pythagoras
- Pythagoras, artikel in de Stanford Encyclopedia of Philosophy, 28 mei 2014.

## Voetnoten
1. ↑  (en)  Diogenes Laërtius. Pythagoras (c. 582-500 B.C.). 
 in Lives of Eminent Philosophers, Book VIII, Chapter 1

- Bibsys: 90195559
- Biblioteca Nacional de Chile: 000096974
- Biblioteca Nacional de España: XX1160617
- Bibliothèque nationale de France: cb11920816v (data)
- Catàleg d'autoritats de noms i títols de Catalunya: 981058521911006706
- CiNii: DA01257341
- Gemeinsame Normdatei: 118597248
- International Standard Name Identifier: 0000 0003 7498 4682
- Library of Congress Control Number: n80162846
- MusicBrainz: 37d51ffa-e38a-4c20-8f79-4cb842c94e70
- National Central Library: 012799886
- Bibliotheek van het Japanse parlement: 00621326
- Nationale Bibliotheek van Tsjechië: jn20000701459
- Nationale bibliotheek van Australië: 36341093
- Nationale Bibliotheek van Israël: 987007266854105171
- Nationale Bibliotheek van Polen: a0000001012496
- Nederlandse Thesaurus van Auteursnamen: 06997571X
- Russische Staatsbibliotheek: 000046840
- Istituto Centrale per il Catalogo Unico: CFIV044215
- LIBRIS: 228548
- SNAC: w6814vqx
- Système universitaire de documentation: 027085260
- TDVİA: pisagor
- Trove: 1248660
- Union List of Artist Names: 500329588
- Virtual International Authority File: 162237897
- WorldCat: E39PCjHHjbyt4tRGGry7PGJRXb